# Bitwa na przełęczy Lynkos
Bitwa na przełęczy Lynkos – starcie zbrojne, które miało miejsce w roku 199 p.n.e.
Po porażce w bitwie pod Ottobolos Filip V wycofał się ze swoim wojskiem w rejon Bruannion, gdzie przygotował zasadzkę na nadciągających doliną Monastyru Rzymian. W wyniku potyczki kolumna Rzymian została rozproszona, a ich wojska poniosły straty.
Po starciu pod Bruannion Filip zajął nowe pozycje na przełęczy nad rzeką Erigon, gdzie wzniósł silne fortyfikacje. Tutaj jednak napierany przez sprzymierzonych z Rzymianami Dardanów i Ilirów wycofał się na kolejną przełęcz - Lynkos (obecnie Kirli Derven). Pozycja ta została również silnie ufortyfikowana rowami, wałami i murami z kamieni. W twierdzy oprócz wojsk macedońskich znajdowali się Trakowie i Kreteńczycy, którzy zasypali gradem pocisków nadciągających doliną Monastyru Rzymian konsula Galby. Rzymianie nie wytrzymali ostrzału wycofując się. Galba nakazał wówczas kolejny atak przy zastosowaniu szyku „żółwia”, polegającego na szczelnej osłonie żołnierzy tarczami z wszystkich stron. W chwili gdy „żółw” przypuścił atak od frontu, pozostałe oddziały rzymskie zaatakowały i rozbiły posterunki macedońskie od wschodu. Widząc zagrożenie Filip nakazał swoim wojskom odwrót. Po zajęciu przełęczy Kirli Derven Galba wyruszył na południe docierając do Eordaji, którą złupił. Następnie po zdobyciu kilku miast, m.in. Pelion, Rzymianie obrali kurs powrotny na Apollonię.